# Alan Davenport
Alan Garnett Davenport (19. září 1932, Madrás – 19. července 2009, London, Kanada) byl kanadský inženýr, fyzik a profesor, který se zabýval zejména prouděním větru a návrhem výškových budov a mrakodrapů. Podílel se na návrhu mrakodrapů CN Tower, Sears Tower, Citicorp Center, věží Světového obchodního centra (Dvojčata) a Normandského mostu.

## Život a dílo
Alan Davenport se narodil v Indii a vyrůstal v Jižní Africe. Posléze studoval na Univerzitě v Cambridgi, kde získal bakalářský a magisterský titul v oboru mechaniky. Poté obdržel na Torontské univerzitě magisterský titul v oboru stavebního inženýrství a doktorský titul na University of Bristol. Jeho dizertační práce „The Treatment of Wind Loads on Tall Towers and Long Span Bridges in the Turbulent Wind“ (Působení zatížení turbulentním větrem na výškových budovách a mostech velkého rozpětí) předznamenala jeho celou profesní kariéru. Působil také jako pilot u Kanadského královského námořnictva.
Pro návrh Světového obchodního centra v 60. letech si nechal zhotovit větrný tunel a větrný tunel používal i pro návrh mnohých dalších staveb. Působil jako profesor na University of Western Ontario, zabýval se zejména chováním větru v mezní vrstvě atmosféry. Za své zásluhy obdržel řád Kanady.
Oženil se se Sheilou Smithovou, se kterou měli dva syny Thomase a Andrewa a dvě dcery Annu a Clare.
Davenport zemřel v Londonu na komplikace související s Parkinsonovou nemocí.